# Dongyueguan (köpinghuvudort i Kina, Hunan Sheng, lat 29,56, long 111,04)
Dongyueguan är en köpinghuvudort i Kina. Den ligger i provinsen Hunan, i den södra delen av landet, omkring 240 kilometer nordväst om provinshuvudstaden Changsha. Antalet invånare är 25 814. Befolkningen består av 12 836 kvinnor och 12 978 män. Barn under 15 år utgör 12,0 %, vuxna 15-64 år 74 %, och äldre över 65 år 12,0 %.
Runt Dongyueguan är det ganska tätbefolkat, med 166 invånare per kvadratkilometer. Närmaste större samhälle är Baiyun, 16,1 km nordost om Dongyueguan. I omgivningarna runt Dongyueguan växer huvudsakligen savannskog.
Genomsnittlig årsnederbörd är 1 697 millimeter. Den regnigaste månaden är september, med i genomsnitt 263 mm nederbörd, och den torraste är december, med 19 mm nederbörd.